# Шлезвиг-Холщайн (броненосец)
 Тази статия е за кораба.  За провинцията на Германия вижте Шлезвиг-Холщайн.  
„Шлезвиг-Холщайн“ (на немски: SMS Schleswig-Holstein) е германски броненосец, участник в Първата и Втората световна война. Името му е дадено в чест на федералната земя Шлезвиг-Холщайн.
Корабът е известен с това, че от неговите оръдия са дадени първите залпове на Втората световна война – на 1 септември 1939 г., когато обстрелва полската база Вестерплате.
През Първата световна война взима участие в Ютландското сражение, където получава едно сериозно попадение. След войната остава един от 6-те кораба, които съюзниците разрешават на Германия да съхрани. Преустроен през 1926 г. До 1935 г. е флагман на германския флот. От 1936 г. е преоборудван в учебен съд.
През април 1940 г. взема участие в нападението над Дания. От 1941 до 1944 г. е използван като учебен кораб. През септември 1944 г. се завръща в строя като кораб за противовъздушна отбрана. На 19 декември 1944 г., на рейда на Гдиня на кораба попадат три бомби, по време на налета на самолети на Кралските ВВС. В резултат на попаденията, корабът изгаря и потъва на 12 м дълбочина.
След края на Втората световна война е предоставен на СССР и изтеглен на буксир до Талин, където е преименуван в „Бородино“. Потопен е около остров Осмуссаар в Балтийско море през 1948 г. и използван като мишена до 1960-те години. Останките все още съществуват.